# Pimprinette
Pimprinette è un film diretto da Guido Brignone, prodotto nell'ottobre 1917 dalla Volsca Films, con Lola Visconti Brignone.